# Heinrich von Bamberger

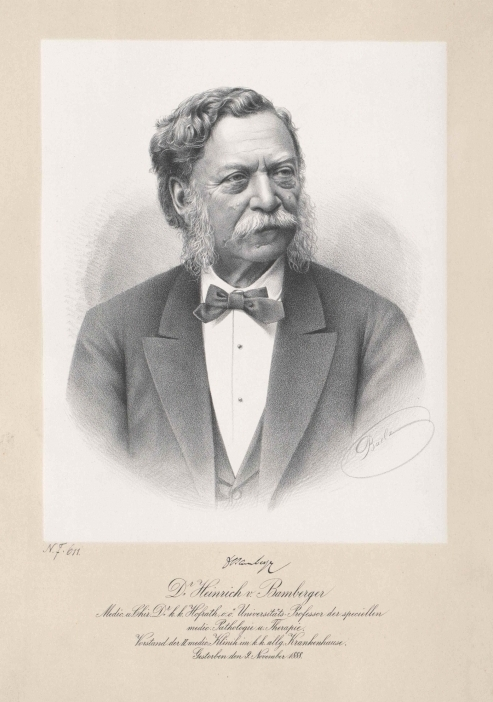
Heinrich von Bamberger

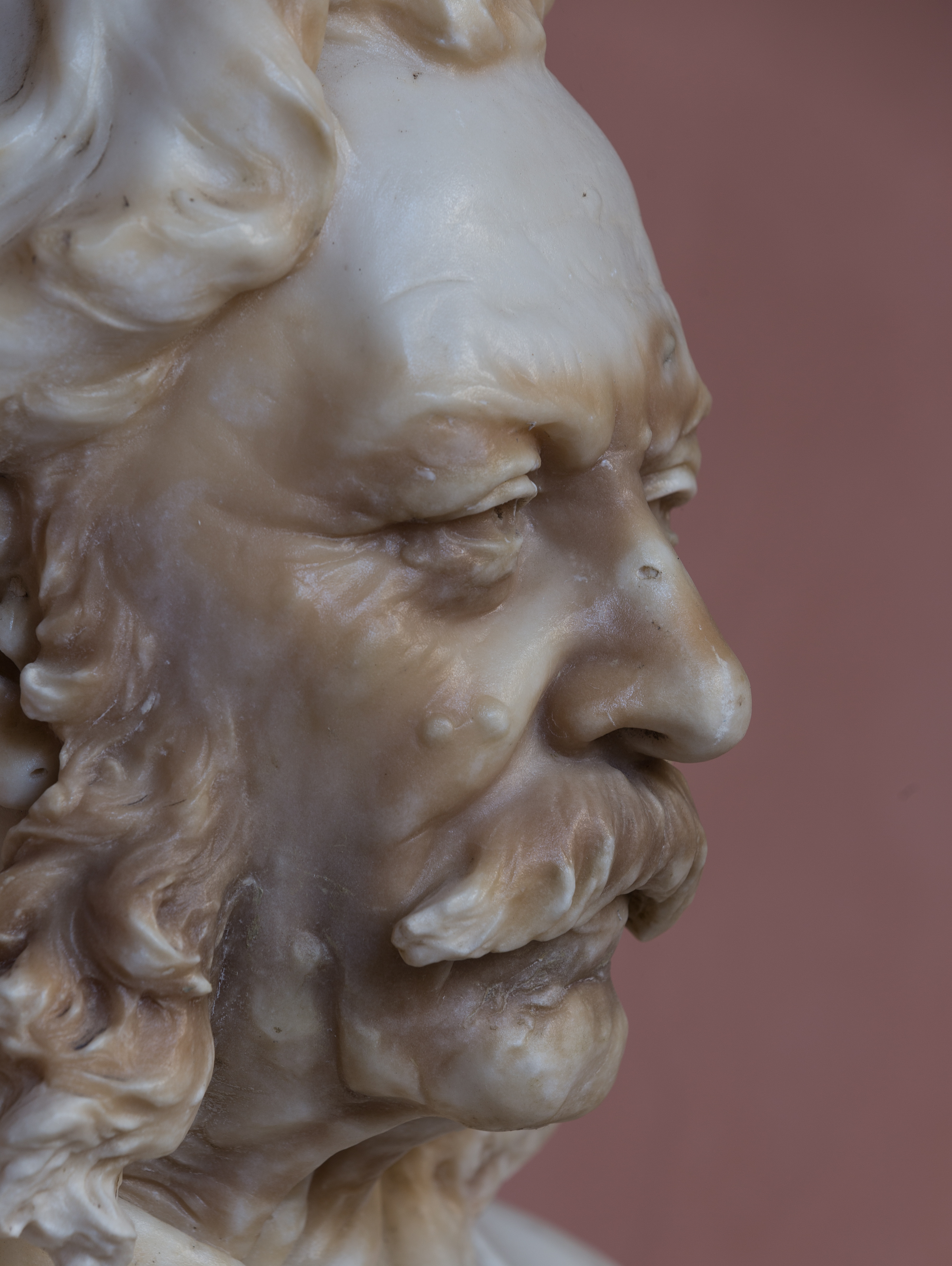
Büste von Richard Kauffungen im Arkadenhof der Universität Wien

Heinrich von Bamberger, vor 1864 Heinrich Bamberger (* 27. Dezember 1822 in Zwonarka bei Prag; † 9. November 1888 in Wien) war ein österreichischer Mediziner, Hochschullehrer und Klinikleiter.
Bamberger, Sohn eines angesehenen Kaufmanns, studierte nach dem Besuch des Gymnasiums in Prag dort Medizin.  Für ein Semester besuchte er die Universität Wien, um bei dem Kliniker Josef von Škoda und dem Pathologen Carl von Rokitansky Vorlesungen zu hören. Im Jahr 1847 wurde er in Prag promoviert. Anschließend arbeitete Bamberger als Sekundärarzt am Allgemeinen Krankenhaus in Prag an der Inneren Klinik, bis zur Berufung seines Lehrers Johann von Oppolzers nach Leipzig als dessen Adlatus. Von 1851 bis 1854 war Bamberger Assistenzarzt an der Inneren Klinik in Wien unter Oppolzer. Im Frühjahr 1854 wurde er, unterstützt von Johann Joseph von Scherer, nach Würzburg berufen (als Nachfolger von  Carl Friedrich von Marcus, der die Innere Klinik an Bamberger abtrat, aber noch bis 1862 als Oberarzt am Juliusspital tätig blieb) und Professor an der Medizinischen Klinik der Universität Würzburg. Er hielt Vorlesungen unter anderem über medizinische Klinik, spezielle Pathologie und Therapie sowie Hautkrankheiten. Zu seinen Assistenten gehörten unter anderem Franz Riegel, der sich 1873 in Würzburg für Innere Medizin habilitierte, Ernst Schmidt, Carl Schmitt (1830–1880), der Bezirksarzt in Alzenau wurde, Friedrich Roth, Philipp Schech und um 1859 Carl Seisser (1831–1892), der praktischer Arzt in Würzburg wurde. Rufe nach Breslau und Bonn lehnte Bamberger ab. Die bayerische Regierung ehrte ihn mit dem Titel Hofrat. An der Würzburger Universitätsklinik, dem  Juliusspital, gehörte Bamberger als Oberarzt und Direktor der Medizinischen Klinik bezüglich medizinischer Fragen von 1859 bis 1872 auf seinen Wunsch dem Administrationsrat an, ohne wie sonst dazu erforderlich Mitglied des Oberpflegamtes zu sein. Wie bereits sein Vorgänger Marcus, initiierte auch Bamberger 1859 ein neues chemisches Laboratorium im Juliusspital, das zunächst im Nebenraum seines Vorstandszimmers untergebracht wurde.
Im März 1872 wurde er als im Dezember 1871 berufener Nachfolger seines verstorbenen Lehrers Oppolzer Professor der speziellen Pathologie und Therapie in Wien und bis zu seinem Tod Leiter der Medizinischen Klinik der Universität Wien. Sein Schüler in der Inneren Medizin Carl Gerhardt wurde, nachdem der vor allem für die psychiatrische Klinik zuständige Oberarzt Franz von Rinecker zunächst die Vertretung übernommen hatte, im Winter 1872 sein Nachfolger in Würzburg als Leiter der Medizinischen Klinik. Weitere Schüler bzw. Doktoranden waren in Bambergers Würzburger Zeit am Juliusspital Hubert Grashey, Michael Joseph Rossbach, August Stöhr und Alois Geigel (1829–1998).
Im Jahr 1887 gründete Bamberger mit Ernst Fuchs die Wiener klinische Wochenschrift.
Er war der Vater des Arztes Eugen von Bamberger und des Malers Gustav Bamberger.

## Ehrungen
- Verleihung des Ritterkreuzes des Michaelsordens
- 1864 Verleihung des mit dem persönlichen Adel verbundenen Ritterkreuzes des Verdienstordens
- 1954 wurde in Wien-Donaustadt (22. Bezirk) die Bambergergasse nach ihm benannt.
- Im Arkadenhof der Wiener Universität – der Ruhmeshalle der Universität – steht eine Büste von Bambergers, geschaffen von Richard Kauffungen. Im Rahmen von „Säuberungen“ durch die Nationalsozialisten Anfang November 1938 wurden zehn Skulpturen jüdischer oder vermeintlich jüdischer Professoren im Arkadenhof im Zusammenhang der „Langemarck-Feier“ umgestürzt oder mit Farbe beschmiert. Bereits zu diesem Zeitpunkt hatte der kommissarische Rektor Fritz Knoll eine Überprüfung der Arkadenhof-Plastiken veranlasst; auf seine Weisung hin wurden fünfzehn Monumente entfernt und in ein Depot gelagert, darunter diejenige von Heinrich von Bamberger.[4] Nach Kriegsende wurden im Jahr 1947 alle beschädigten und entfernten Denkmäler wieder im Arkadenhof aufgestellt.

## Schriften (Auswahl)
- Lehrbuch der Krankheiten des Herzens. Braumüller, Wien 1857, (Digitalisat).
  - Enrico Bamberger: Manuale delle malatie del cuore e delle arterie. Übersetzung durch Vittore Dal Canton. G. B. Randi, Padua 1859.
- als Hrsg. mit August Förster und Friedrich Wilhelm Scanzoni:  Würzburger medizinische Zeitung. 1860–1866.
- Krankheiten des chylopoëtischen Systems. In: Rudolf Virchow (Hrsg.): Spezielle Pathologie und Therapie. Erlangen 1854.
- Über Bacon von Verulam, besonders vom medizinischen Standpunkt. 1865.